# 2N3055
El 2N3055 es un transistor NPN de potencia diseñado para aplicaciones de propósito general.
Fue introducido en la década de 1960 por la firma estadounidense RCA usando el proceso hometaxial para transistores de potencia, que luego pasó a una base epitaxial en la década de 1970.  Su numeración sigue el estándar JEDEC.  Es un transistor de potencia muy utilizado en una gran variedad de aplicaciones.

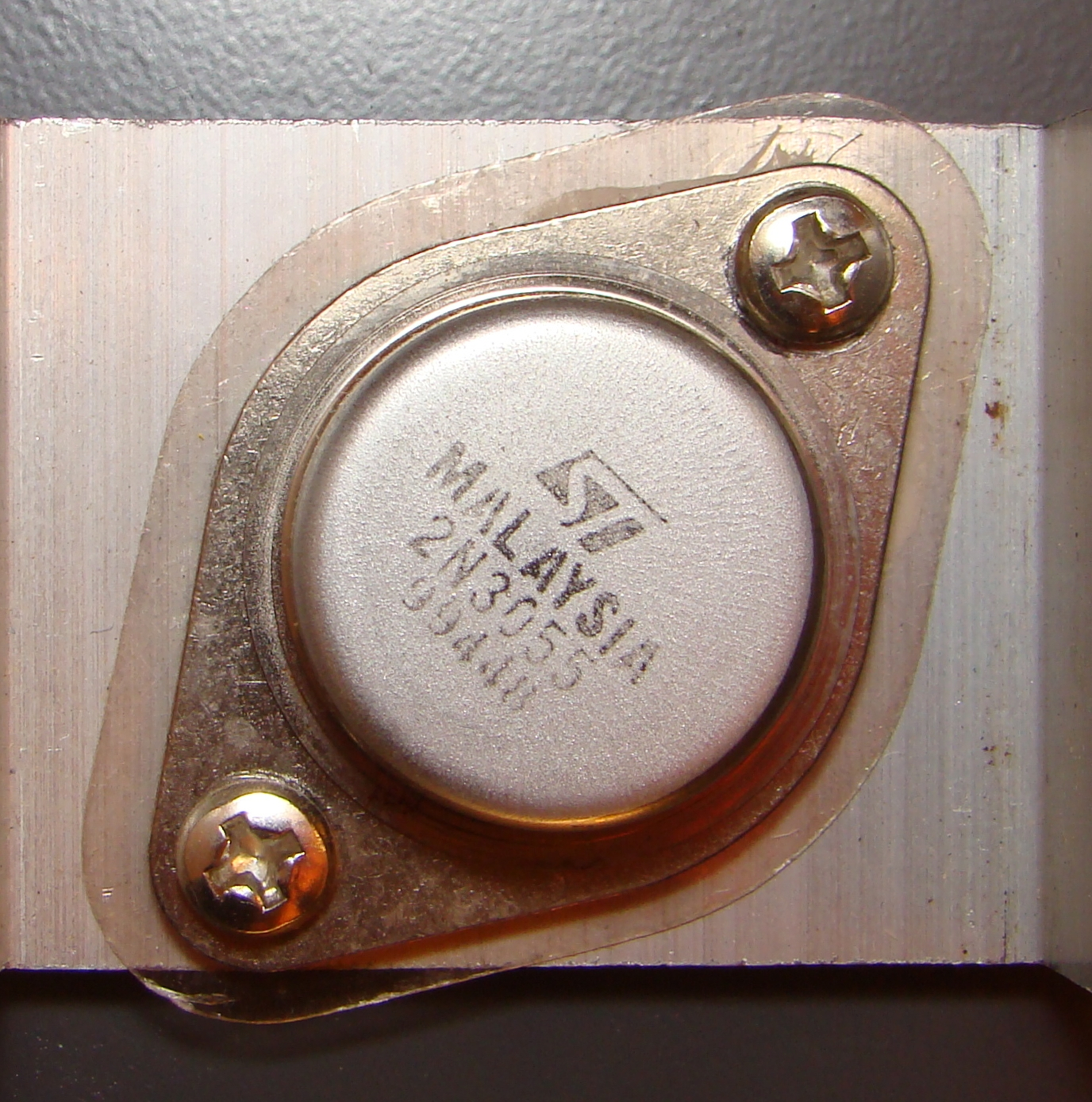
El transistor 2N3055 transistor montado sobre un disipador de aluminio. Un aislante de mica aísla eléctricamente al transistor del metal del disipador de calor.

## Especificaciones
Las características exactas del transistor dependen del fabricante, aunque las características típicas del dispositivo pueden ser las siguientes:
| Fabricante       | Vcbe | Ic  | PD   | hfe   | fT      |
| ---------------- | ---- | --- | ---- | ----- | ------- |
| ON-Semiconductor | 60V  | 15A | 115W | 20-70 | 2.5 MHz |

El encapsulado de este transistor es del estilo TO-3.
El MJ2955 es un transistor complementario al 2N3055.